# Jitka Škápíková
Jitka Škápíková (* 29. srpna 1967 Boskovice) je česká scenáristka, spisovatelka a režisérka.

## Život a dílo
Původně studovala herectví na Janáčkově akademii múzických umění v Brně. Poté strávila čtyři roky v angažmá v brněnském Státním divadle jako sólistka zpěvohry. Po sametové revoluci se vrátila na akademii, ukončila studium herectví s titulem bakalář a plynule navázala studiem rozhlasové a televizní dramaturgie a scenáristiky v ateliéru Antonína Přidala na Divadelní fakultě JAMU. Po promoci v roce 1996 nastoupila do Českého rozhlasu v Praze, kde pracovala až do roku 2010 jako dramaturgyně a redaktorka dokumentárních a literárně-dramatických pořadů na stanicích Český rozhlas 3 – Vltava a Český rozhlas 2 – Praha. Od září 2010 krátce pracovala v nakladatelství XYZ. V její práci se pojila role dramaturgyně a režisérky zvukových knih.
Od roku 2011 je ve svobodném povolání a stěžejní část její tvorby zaujímá režie audioknih pro vydavatelství OneHotBook. Je autorkou několika desítek adaptací i původních her pro děti i dospělé, realizovaných Českým rozhlasem, a mnoha rozhlasových dokumentů, za které obdržela řadu cen v celostátních i mezinárodních soutěžích (např. Prix Bohemia Radio, Prix Futura Äke Blömström, opakovaně ocenění v soutěži Report). Zároveň soustavně a pravidelně spolupracuje s Českou televizí na pořadech různých žánrů pro děti i dospělé. Je autorkou scénářů několika divadelních inscenací převážně pro Divadlo Viola. Vydala několik knih v nakladatelstvích Mladá fronta, XYZ, Československý spisovatel a Malý princ.